# Sahra Wagenknecht
Sahra Wagenknecht (nascida Sarah Wagenknecht; Jena, 16 de julho de 1969) é um política, economista, autora e publicitária alemã. Desde 2009 é membro do Bundestag, onde representou a A Esquerda até 2023. De 2015 a 2019, Wagenknecht atuou como copresidente parlamentar desse partido. Com uma pequena equipa de aliados, ela deixou o partido em 23 de outubro de 2023 para fundar o seu próprio partido em 2024, o Bündnis Sahra Wagenknecht, para disputar as eleições seguintes.
Wagenknecht tornou-se uma membro proeminente do Partido do Socialismo Democrático (PDS) desde o início dos anos 1990. Após a fundação da A Esquerda, tornou-se membro dirigente de uma das fações mais esquerdistas do partido como líder da Plataforma Comunista. Ela tem sido uma figura controversa ao longo da sua carreira devido às suas posturas linha-dura e populistas, declarações sobre a Alemanha Oriental, imigração e refugiados (que se afastaram do anti-racismo tradicional), e o seu movimento político Aufstehen. A partir de 2020, Wagenknecht foi menos ativa no parlamento, mas foi frequentemente entrevistada pelos meios de comunicação alemães. Ela não é membro de nenhuma comissão parlamentar.
Desde 2021 Wagenknecht considerou abertamente formar o seu próprio partido, devido aos conflitos crescentes e duradouros dentro da A Esquerda e no final de setembro de 2023 ela formou o partido político BSW – Razão e Justiça em 2024.

## Início de vida
Wagenknecht nasceu em 16 de julho de 1969 na cidade de Jena, na Alemanha Oriental. O seu pai é iraniano e a sua mãe, que trabalhava para uma distribuidora de arte estatal, é alemã. O seu pai desapareceu no Irão quando ela era criança. Wagenknecht foi cuidada principalmente pelos avós até 1976, quando ela e a sua mãe mudaram-se para Berlim Oriental . Enquanto estava em Berlim, tornou-se membro da Juventude Alemã Livre (FDJ). Ela completou os exames Abitur em 1988 e ingressou no (então partido governante) Partido da Unidade Socialista (SED) no início de 1989.
A partir de 1990, Wagenknecht estudou filosofia e Nova Literatura Alemã como estudante universitária em Jena e en Berlim, completando os cursos obrigatórios, mas não escreveu uma tese porque "não conseguiu encontrar apoio para os seus objetivos de investigação na Universidade Humboldt de Berlim Oriental". Ela então matriculou-se como estudante de filosofia na Universidade de Groningen, completando os seus estudos e obtendo um mestrado em 1996 com uma tese sobre a interpretação de Hegel pelo jovem Karl Marx, orientada por Hans Heinz Holz e publicada como livro em 1997. De 2005 a 2012 completou uma dissertação de doutoramento na cátedra de Microeconomia da TU Chemnitz, sobre "Os Limites da Escolha: Decisões de Poupança e Necessidades Básicas nos Países Desenvolvidos", premiada com a nota magna cum laude no sistema alemão e posteriormente publicado pela Campus Verlag.

## Carreira política

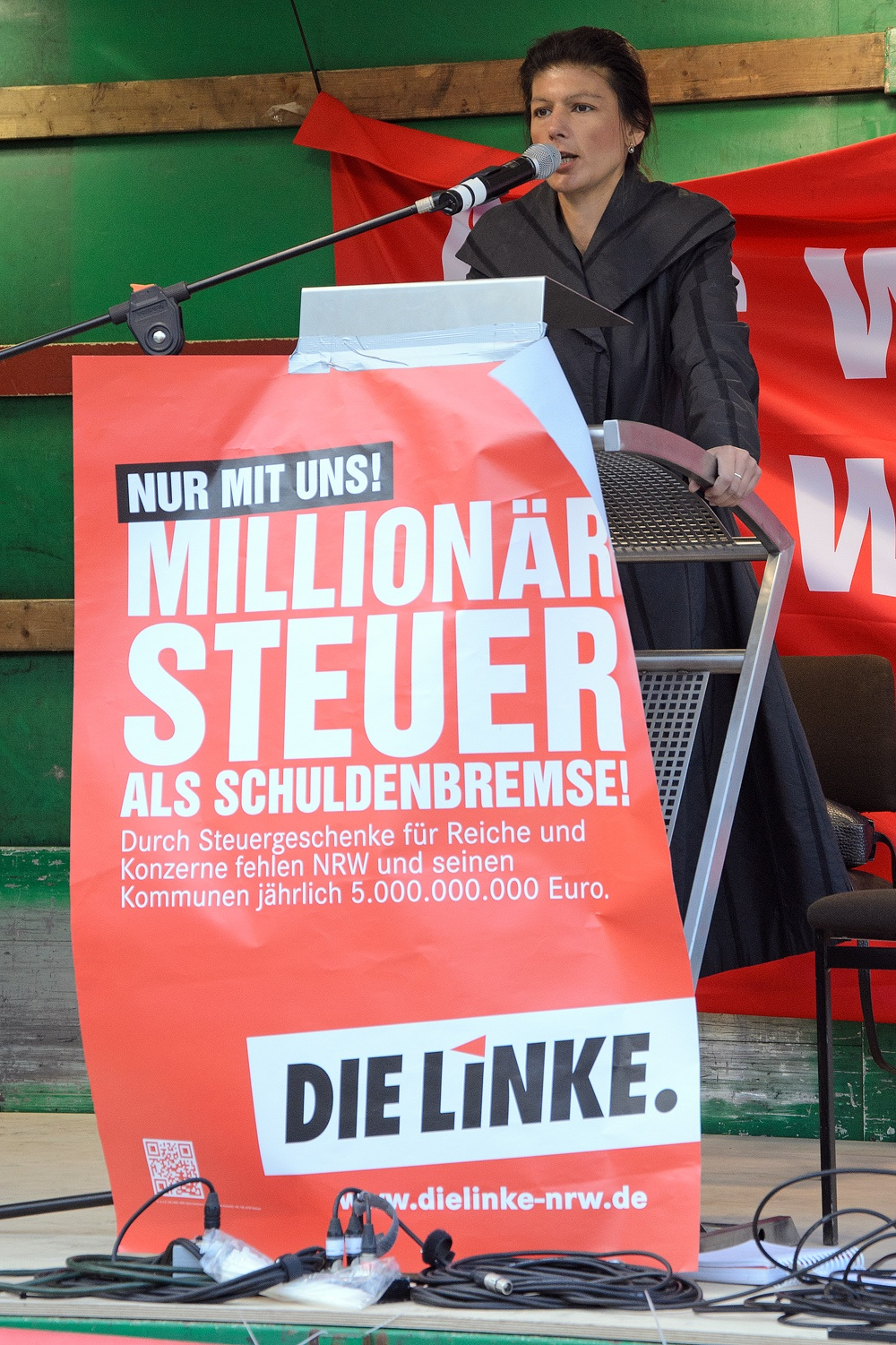
Wagenknecht em campanha eleitoral estadual pelo Die Linke em Hamm, Renânia do Norte-Vestfália (2012)

Após a queda do Muro de Berlim e a transformação do SED no Partido do Socialismo Democrático (PDS), Wagenknecht foi eleita para o Comité Nacional do novo partido em 1991. Ela também se juntou à Plataforma Comunista do PDS, uma fação marxista-leninista.
Nas eleições federais alemãs de 1998, Wagenknecht concorreu como candidata do PDS num distrito de Dortmund, obtendo 3,25% dos votos. Após as eleições europeias de 2004, foi eleita representante do PDS no Parlamento Europeu. Entre as suas funções no parlamento estavam servir na Comissão de Assuntos Económicos e Monetários e Delegação, bem como na Assembleia Parlamentar Euro-Latino-Americana.
Após a fusão do PDS e do WASG que formou o A Esquerda (Die Linke), Wagenknecht considerou fazer campanha para o cargo de vice-presidente do partido. No entanto, líderes partidários como Lothar Bisky e Gregor Gysi opuseram-se à ideia principalmente por causa das suas aparentes simpatias pela antiga República Democrática Alemã (RDA ou Alemanha Oriental). Após a polémica, ela anunciou que não concorreria ao cargo. Wagenknecht disputou com sucesso uma vaga nas eleições federais de 2009 na Renânia do Norte-Vestfália. Ela tornou-se porta-voz do A Esquerda para política económica no Bundestag. Em 15 de maio de 2010, foi finalmente eleita vice-presidente do A Esquerda com 75,3% dos votos.
No início de 2012, a imprensa alemã divulgou que Wagenknecht era uma das 27 membros do A Esquerda no Bundestag cujos escritos e discursos foram sendo recolhidos e analisados pelo Gabinete Federal para a Protecção da Constituição.
Wagenknecht tem sido uma das principais forças motrizes na formação do Aufstehen, um movimento político de esquerda estabelecido em 2018, que existe fora das estruturas partidárias tradicionais e que foi comparado ao movimento francês La France Insoumise. Em março de 2019, Wagenknecht anunciou a sua retirada do seu papel de liderança dentro de Aufstehen, citando pressões de carga de trabalho pessoal e insistindo que, após uma fase de arranque bem sucedida, para a qual era necessária experiência política, tinha chegado o momento de as próprias bases do movimento assumirem o controlo. Ela reclamou que o envolvimento dos partidos políticos no seu cerne tinha "emparedado" o movimento. Mesmo assim, ela continuaria a fazer aparições públicas em seu nome.
Wagenknecht foi eleita co-líder do grupo do A Esquerda do Bundestag em 2015, ao lado de Dietmar Bartsch, sucedendo ao líder de longa data Gregor Gysi. Wagenknecht obteve 78,4% dos votos. Como o A Esquerda era na altura o maior partido da oposição no Bundestag, ela tornou-se uma líder proeminente da oposição durante o resto da legislatura. Bartsch e Wagenknecht foram os principais candidatos do A Esquerda para as eleições federais de 2017.
A biografia Sahra Wagenknecht: Die Biografie foi publicada em 2019 e concentra-se em Wagenknecht como pessoa, incluindo a sua história familiar e interesse por Johann Wolfgang von Goethe. Em novembro de 2019, ela anunciou a sua renúncia ao cargo de líder parlamentar, alegando burnout. As suas atividades de 2017 a 2019, culminando com a sua renúncia, são abordadas no documentário de 2020 Wagenknecht, realizado por Sandra Kaudelka.
Wagenknecht foi novamente indicada como candidata principal na lista do partido na Renânia do Norte-Vestfália nas eleições federais de 2021. Ela foi reeleita, mas descreveu os resultados como uma “amarga derrota” para o seu partido.

### Secessão do Die Linke
Devido aos crescentes conflitos dentro do Die Linke, Wagenknecht considerou formar o seu próprio partido. Houve espulação desde 2021 que a sua fação e outros grupos com ideias semelhantes dentro do Die Linke, como a Esquerda Socialista ou os círculos de Karl Liebknecht, se separariam para formar um partido independente.
No final de setembro, pessoas do círculo de Wagenknecht fundaram a associação "BSW – For Reason and Justice e. V.". De acordo com a revista Der Spiegel, a abreviatura no nome do clube significa "Bündnis Sahra Wagenknecht" ("Aliança Sahra Wagenknecht"). A associação pretendeu servir como precursora de um futuro partido.
Em meados de outubro, mais de 50 membros do Die Linke apresentaram um pedido de expulsão de Wagenknecht do partido. Os iniciadores disseram que queriam impedir que Sahra Wagenknecht construísse um novo partido com os recursos do Die Linke. “Isto já não é aceitável”, disse Sofia Leonidakis, líder do Die Linke no parlamento de Bremen.
Em janeiro de 2024, o seu novo partido foi lançado oficialmente.

## Ideologia política

### Política económica
Wagenknecht argumentou que o A Esquerda deveria prosseguir objetivos radicais e anticapitalistas, permanecendo assim distinto dos mais moderados Partido Social Democrata (SPD) e Partido Verde. Ela criticou a participação do Die Linke em governos de coligação, especialmente o governo do estado de Berlim, que fez cortes nas despesas sociais e privatizou alguns serviços.
Em 14 de fevereiro de 2014, o jornal alemão de negócios e economia Handelsblatt colocou-a na capa da sua edição de fim de semana, perguntando-se: "Será a esquerda a melhor a compreender a economia?" (Sind die Linken die besseren Wirtschaftsversteher?) A manchete ambígua não deixou claro se a pergunta se referia aos esquerdistas em geral ou ao partido de Wagenknecht, A Esquerda, em particular. O jornal já a havia entrevistado sobre as suas ideias sobre liberalismo e socialismo.
Antes do lançamento do BSW em Outubro de 2023, Tagesschau observou que as posições modernas de Wagenknecht enfatizam a "razão económica" e colocam os fundamentos económicos antes do bem-estar social, comparando a sua posição com a dos conservadores CDU e FDP. Numa entrevista, ela descreveu os seus objetivos como o combate à inflação, o incentivo às pequenas e médias empresas e ao desenvolvimento tecnológico nacional, e o estabelecimento de comércio estável com uma vasta gama de parceiros. Anteriormente, ela rejeitou as acusações de que teria procurado estabelecer órgãos de controlo para diversas indústrias, e citou como inspiração as ideias da economista Mariana Mazzucato, que também é considerada como fonte do ministro da Economia, Robert Habeck, a quem Wagenknecht critica frequentemente.

### Política externa
Em 2017, Wagenknecht apelou à dissolução da NATO e a um novo acordo de segurança que ligasse a Alemanha e a Rússia. Ao longo da sua carreira, Wagenknecht defendeu uma relação mais estreita com a Rússia. Em 1992, ela publicou um ensaio elogiando a Rússia estalinista, uma visão que ela disse em 2017 que já não defendia.
Wagenknecht expressou forte apoio à ascensão de líderes de esquerda na América Latina, como Hugo Chávez, e à vitória eleitoral do SYRIZA em 2015 na Grécia.
Em 2010, Wagenknecht recusou a participar numa ovação de pé quando o ex- primeiro-ministro israelita e laureado com o Prémio Nobel Shimon Peres fez um discurso no Bundestag no Dia em Memória do Holocausto.

#### Invasão russa da Ucrânia
Antes da invasão da Ucrânia pela Rússia, Wagenknecht era uma proeminente defensora da Rússia e do seu presidente Vladimir Putin, argumentando que enquanto que os Estados Unidos tentavam "conjurar" uma invasão da Ucrânia, "a Rússia não tem de facto interesse em marchar para a Ucrânia". Depois de a Rússia ter lançado uma invasão em grande escala da Ucrânia em 24 de fevereiro de 2022, Wagenknecht disse que a sua avaliação estava errada. Wagenknecht opôs-se às sanções contra a Rússia durante a invasão russa da Ucrânia em 2022 e, num discurso em setembro de 2022, acusou o governo alemão de "lançar uma guerra económica sem precedentes contra o nosso mais importante fornecedor de energia". Antes da guerra, mais de metade do gás da Alemanha era fornecido pela Rússia. Em Maio, o A Esquerda tinha votado a favor de sanções económicas contra a Rússia. O seu discurso foi aplaudido pela liderança do partido da A Esquerda e pela Alternativa para a Alemanha. O seu discurso levou à renúncia de dois membros importantes do partido.
Em 10 de fevereiro de 2023, Wagenknecht e Alice Schwarzer começaram a recolher assinaturas para o seu Manifest für Frieden (lit.  "Manifesto para a paz") em Change.org. Apelava a negociações com a Rússia e à suspensão das entregas de armas à Ucrânia. No final do mês, havia recebido 700 mil assinaturas. Uma manifestação pela paz com Wagenknecht e Schwarzer em 25 de fevereiro também contou com a presença de grupos de extrema direita, e teria apelado ao Querfront.

### Política de refugiados
Em resposta aos agressões sexuais em Colónia em 2015, Wagenknecht afirmou: "Quem abusa do seu direito à hospitalidade perde o seu direito à hospitalidade". Esta declaração foi criticada quase unanimemente pelos colegas do seu partido e do grupo parlamentar, mas recebeu elogios de alguns membros da AfD.
Em 28 de maio de 2016, um ativista do grupo antifascista Torten für Menschenfeinde ("Bolos para os Inimigos da Humanidade") empurrou um bolo de chocolate na cara de Wagenknecht numa reunião do A Esquerda em Magdeburgo, em resposta aos apelos de Wagenknecht para limites ao número de refugiados. Wagenknecht criticou as políticas de refugiados de Angela Merkel, argumentando que o seu governo não forneceu os níveis de apoio financeiro e infraestrutural necessários para evitar a pressão crescente sobre as autoridades locais e o mercado de trabalho, exacerbando assim as tensões na sociedade. Ela também afirmou que as políticas de Merkel foram parcialmente culpadas pelo ataque de camião em Berlim em 2016.
Em parte em resposta a essas experiências, em 2021, Wagenknecht publicou o livro Die Selbstgerechten ("Os Presunçosos") no qual critica os chamados "liberais de esquerda" ("Linksliberale") por não serem nem de esquerda nem liberais, mas sim apoiarem as classes dominantes e, até certo ponto, os seus próprios interesses. O livro apresenta, entre vários outros tópicos, uma discussão sobre os supostos impactos negativos da imigração sobre a classe trabalhadora nacional. Alcançou o número um na lista alemã de livros mais vendidos de não ficção publicada pela Der Spiegel.

### Política familiar
No início de junho de 2015, Wagenknecht, juntamente com outras 150 celebridades da cultura e da política, assinaram uma carta aberta ao Chanceler apelando a que as parcerias civis entre pessoas do mesmo sexo recebessem tratamento igual ao casamento entre pessoas do sexo oposto. Em 2017, Wagenknecht defendeu a legalização do casamento entre pessoas do mesmo sexo.

### COVID-19
Em relação à pandemia de COVID-19, Wagenknecht afirmou que apenas os idosos e grupos vulneráveis precisam de ser vacinados contra a doença, e agitou-se contra a resposta do governo alemão à pandemia de COVID-19 . Wagenknecht opôs-se às propostas de mandatos de vacinas contra a COVID-19, argumentando que deveriam ser uma escolha pessoal.
As posições de Wagenknecht foram comparadas às da Alternativa para a Alemanha. Em novembro de 2021, colegas de partido como Maximilian Becker, Martina Renner e Niema Movassat sugeriram que Wagenknecht deixasse o partido.

## Vida pessoal
Wagenknecht casou-se com o empresário Ralph-Thomas Niemeyer em maio de 1997. Em 12 de novembro de 2011, o político Oskar Lafontaine declarou publicamente que ele e Wagenknecht se tornaram "amigos próximos". Na altura, Wagenknecht e Lafontaine já se tinham separado dos respetivos cônjuges. Wagenknecht casou-se com Lafontaine, 26 anos mais velho que ela, em 22 de dezembro de 2014. Ela é ateia.
Em 2023, os meios de comunicação social estimaram os ativos de Wagenknecht em três milhões de euros. Além da sua remuneração parlamentar, Wagenknecht ganhou cerca de 750.000 euros em honorários de livros e palestras em 2023. Wagenknecht é uma das políticas alemãs com maiores rendimentos no Bundestag e é milionária.

## Livros
- Kapitalismus im Koma: Eine sozialistische Diagnose. (Português: "Capitalismo em Coma: Um Diagnóstico Socialista.") Edition Ost, Berlim 2003, ISBN 3-360-01050-7.
- Die Mythen der Modernisierer. (Português: "Os Mitos dos Modernizadores.") Dingsda, Querfurt 2001, ISBN 3-928498-84-3.
- Kapital, Crash, Krise… Kein Ausweg in Sicht? Fragen an Sahra Wagenknecht. (Português: "Capital, crash, crise... Não há saída à vista? Perguntas para Sahra Wagenknecht.") Pahl-Rugenstein, Bonn 1998, ISBN 3-89144-250-5.
- The Limits of Choice. Saving Decisions and Basic Needs in Developed Countries. Campus, Frankfurt am Main 2013, ISBN 978-3-593-39916-4. (Também dissertação de doutoramento na Technische Universität Chemnitz em 2012.)
- Kapitalismus, was tun? Schriften zur Krise.(Português: "Capitalismo, o que fazer? Escritos sobre a Crise.") Das Neue Berlin, Berlim 2013, ISBN 978-3-360-02159-5.
- Freiheit statt Kapitalismus: Wie wir zu mehr Arbeit, Innovation und Gerechtigkeit kommen. (Português: "Liberdade ao invés de Capitalismo: Como Conseguiremos Mais trabalho, Inovação e Justiça.") Eichborn, Berlim 2011, ISBN 978-3-8218-6546-1.
  - Freiheit statt Kapitalismus: Über vergessene Ideale, die Eurokrise und unsere Zukunft. (Português: "Liberdade em vez de Capitalismo: sobre Ideais Esquecidos, a Crise do Euro e o Nosso Futuro.") 2ª edição ampliada, Campus, Frankfurt am Main 2012, ISBN 978-3-593-39731-3; ungekürzte Taschenbuchausgabe: dtv, Munique 2013, ISBN 978-3-423-34783-9.
- Wahnsinn mit Methode: Finanzkrise und Weltwirtschaft. (Português: "Loucura Metódica: Crise Financeira e Economia Global.") Das Neue Berlin, Berlim 2008, ISBN 978-3-360-01956-1.
- Reichtum ohne Gier. Wie wir uns vor dem Kapitalismus retten. (Prosperity Without Greed: How to Save Ourselves from Capitalism).[63]
- Die Selbstgerechten: Mein Gegenprogramm - für Gemeinsinn und Zusammenhalt de. (Português: "Os Presunçosos: O meu Contra-Esquema - pelo Espírito Público e pela Coesão Social.") Campus-Verlag de, Frankfurt am Main 2021, ISBN 978-3-593-51390-4.